# Lac Kronotski
Pour les articles homonymes, voir Kronotski (homonymie).
Le lac Kronotski (en russe : Кроноцкое озеро), que l'on trouve parfois orthographié lac Kronotskoé, est le plus grand lac d'eau douce de la péninsule du Kamtchatka. Il est situé entre les monts Toumrok et Gamtchien, à l'est de la Russie. Il compte parmi les sites naturels uniques de la réserve naturelle de biosphère de Kronotski et s'étend au pied du volcan actif du même nom.

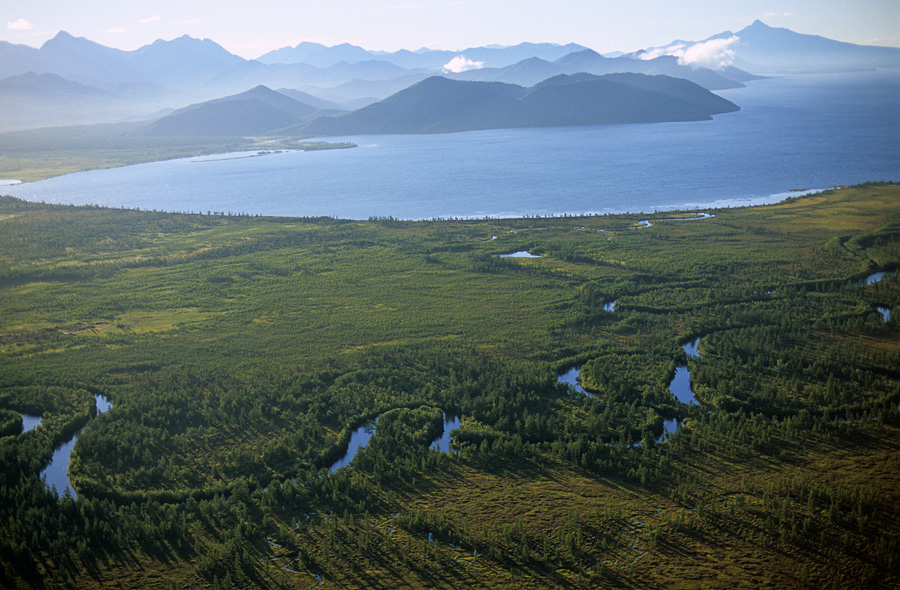
Vue du lac.

## Histoire
Le lac et ses environs sont mentionnés pour la première fois par l'explorateur Stepan Kracheninnikov.
Le lac Kronotski s'est formé après qu'une immense coulée de lave et sédiments pyroclastiques de 200 m de haut provenant des volcans Kronotski et Kracheninnikov ait obstrué le cours de la rivière Paleokronotskaïa.

## Description

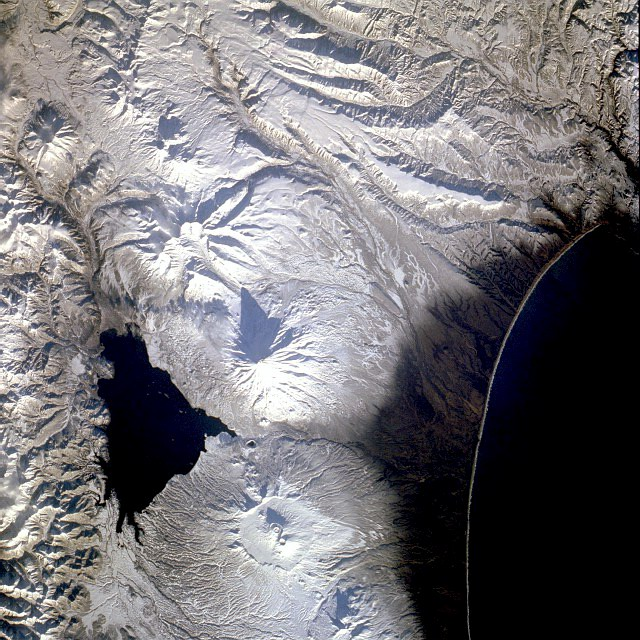
Vue du lac depuis l'espace.

En raison de sa superficie de 242 km2 et de son bassin versant de 2 330 km3, il est le plus important lac d'eau douce du Kamtchatka. En revanche, son volume de 12,4 km3 le place en deuxième position ; quant à sa profondeur maximale de 148 m (moyenne : 51 m), en troisième. Le lac Kronotski est complètement gelé de fin décembre à le mi-mai.
La partie orientale du Kronotski comprend onze îles s'élevant de 25 à 30 m au-dessus de la surface. Elles ont toutes été nommées en mémoire de membres de la Société russe de géographie ayant participé aux expéditions au Kamtchatka (Komarov, Konrad, Baer, etc.).
La surface du lac est située à 372 m au-dessus du niveau de la mer. Elle est gelée de la fin du mois de décembre à la mi-mai. L'épaisseur de la glace peut atteindre un mètre.

## Faune et flore
Le lac est unique non seulement par son origine, mais aussi par sa population de 30 millions de nerkas (saumon rouge) qu'il héberge. Cette concentration s'explique par l'isolement du lac qui lui vaut également d'abriter trois espèces de loches endémiques. Sur les 34 à 44 km qui le sépare de la côte, des colonies de goéland du Pacifique viennent nicher. Leur nombre est estimé à 600 couples. Autour du lac Kronotski se développe une rare variété de mélèzes dits du « Kamtchatka » ainsi que quelques petits groupes, le plus souvent isolés, d'épicéas (Picea jezoensis).
Dans les mélèzes viennent nicher des balbuzards pêcheurs et des pygargues de Steller. Dans les montagnes environnantes des faucons pèlerins et gerfauts ainsi que des aigles royaux sont observés.